# 哈罗德·品特剧院
哈罗德·品特剧院（Harold Pinter Theatre）原名喜剧院（Comedy Theatre）是一个西区剧院，位于英国伦敦西敏市潘顿街。
该剧院于1881年10月15日开幕。它是由Thomas Verity设计。2011年10月13日，该剧院改为现名。
1972年6月，该剧院列为II级登录建筑。